# Cantone di Châteauneuf-sur-Charente
Il Cantone di Châteauneuf-sur-Charente era una divisione amministrativa dell'arrondissement di Cognac.
A seguito della riforma approvata con decreto del 20 febbraio 2014, che ha avuto attuazione dopo le elezioni dipartimentali del 2015, è stato soppresso.

## Composizione
Comprendeva i comuni di:
- Angeac-Charente
- Birac
- Bonneuil
- Bouteville
- Châteauneuf-sur-Charente
- Éraville
- Graves-Saint-Amant
- Malaville
- Mosnac
- Nonaville
- Saint-Simeux
- Saint-Simon
- Touzac
- Vibrac
- Viville